# Cabo de San Antonio
Cabo de San Antonio är en udde i Kuba.   Den ligger i provinsen Provincia de Pinar del Río, i den västra delen av landet, 300 km sydväst om huvudstaden Havanna.
Terrängen inåt land är mycket platt. Havet är nära Cabo de San Antonio västerut. Runt Cabo de San Antonio är det ganska glesbefolkat, med 23 invånare per kvadratkilometer.